# Andrew Lewis (Boxer)
Andrew Lewis (* 14. Dezember 1970 in Georgetown, Guyana; † 4. Mai 2015) war ein guyanischer Boxer. Als Amateur gewann er im Halbweltergewicht unter anderem die Silbermedaille bei den Zentralamerika- und Karibikspielen im Jahre 1990 in Mexiko-Stadt. Bei den Profis errang er am 17. Februar 2001 den Weltmeistertitel des Verbandes WBA im Weltergewicht.